# Merab Tchigoïev
Merab Ilitch Tchigoïev (russe : Мераб Ильич Чигоев), né le 15 février 1950 à Akhalgori, dans l'Oblast autonome d'Ossétie du Sud, RSS de Géorgie (alors en Union soviétique) et mort le 9 janvier 2016 à Tskhinvali (Ossétie du Sud), est un homme politique et dirigeant ossète, ancien premier ministre d'Ossétie du Sud d'août 1998 à juin 2001,. Il était également ministre de la Justice durant le cabinet de Iouri Morozov.

## Biographie
Tchigoïev est diplômé de l'université d'État de Moscou en 1973.
Durant les élections parlementaires de 2009, Tchigoïev était candidat pour le Parti communiste sud-ossète. Tchigoïev fut numéro huit sur la liste électoral et le parti reçu un total de huit sièges, Tchigoïev reçu l'un de ses huit sièges pour siéger au Parlement de l'Ossétie du Sud.